# Herbert Wagner (fisico)
Herbert Wagner (6 aprile 1935) è un fisico tedesco, noto soprattutto per il teorema di Mermin-Wagner.

## Biografia
Wagner conseguì il dottorato in fisica presso l'Università tecnica di Monaco nel 1963, lavorando negli successivi presso il Max-Planck-Institut für Physik und Astrophysik sempre a Monaco di Baviera (dove fu uno degli ultimi collaboratori di Werner Heisenberg), e alla Cornell University (dove appunto ebbe modo di lavorare con David Mermin). Nel 1970 divenne il primo direttore dell'istituto di fisica dello stato solido presso il Forschungszentrum Jülich, e nel 1976 tornò a Monaco come professore presso l'Università Ludwig Maximilian, della quale è emerito dal 2003. Nel 2016 ha ricevuto la Medaglia Max Planck da parte della Società Tedesca di Fisica, per i suoi contributi alla fisica teorica.

## Ricerche
Herbert Wagner si è occupato nel tempo di vari argomenti della meccanica statistica e della fisica dello stato solido teorica. Il suo contributo senza dubbio più noto, in collaborazione con David Mermin (e separatamente da Pierre Hohenberg), è la formulazione di quello che adesso è noto come teorema di Mermin-Wagner, che vieta la rottura spontanea di simmetria continua in sistemi all'equilibrio termico aventi {\displaystyle d\leq 2} dimensioni spaziali. È considerato rilevante anche il suo studio dei fenomeni critici dinamici mediante una formulazione del gruppo di rinormalizzazione basata su integrali di cammino lagrangiani. A fine carriera si è occupato anche di morfologia delle galassie.